# 2006–2007-es magyar jégkorongbajnokság
A 70. első osztályú jégkorong bajnokságban hét csapat indult el. A mérkőzéseket 2006. október 1. és 2007. március 11. között rendezték meg.

## Alapszakasz végeredménye
|    | Csapat               | M  | GY | GYH | VH | V  | GK     | Pont |
| -- | -------------------- | -- | -- | --- | -- | -- | ------ | ---- |
| 1. | Alba Volán-Fevita    | 24 | 22 | 0   | 1  | 1  | 164-33 | 67   |
| 2. | Újpesti TE           | 24 | 18 | 0   | 1  | 5  | 121-63 | 55   |
| 3. | SC Csíkszereda       | 24 | 15 | 1   | 0  | 8  | 101-73 | 47   |
| 4. | DAB-Extra.hu         | 24 | 13 | 0   | 1  | 10 | 85-57  | 40   |
| 5. | Miskolci Jegesmedvék | 24 | 5  | 3   | 0  | 16 | 85-57  | 21   |
| 6. | FTC                  | 24 | 5  | 1   | 1  | 17 | 68-128 | 18   |
| 7. | Fehérvári Titánok    | 24 | 1  | 0   | 1  | 22 | 51-181 | 4    |

Az alapszakasz első két helyezettje bekerült az elődöntőbe

## Középszakasz végeredménye
|    | Csapat               | M  | GY | GYH | VH | V  | GK     | Pont |
| -- | -------------------- | -- | -- | --- | -- | -- | ------ | ---- |
| 1. | DAB-Extra.hu         | 24 | 19 | 1   | 1  | 3  | 116-36 | 60   |
| 2. | SC Csíkszereda       | 24 | 20 | 0   | 0  | 4  | 129-65 | 60   |
| 3. | FTC                  | 24 | 9  | 1   | 2  | 12 | 86-100 | 31   |
| 4. | Miskolci Jegesmedvék | 24 | 6  | 2   | 0  | 16 | 69-98  | 22   |
| 5. | Fehérvári Titánok    | 24 | 2  | 0   | 1  | 21 | 55-156 | 7    |

A csapatok az alapszakaszból az egymás elleni eredményeiket magukkal hozták és újabb teljes körrel alakult ki a középszakasz végeredménye.
A csoport első két helyezettje bekerült az elődöntőbe.

## Rájátszás

### Az első helyért
|  | Elődöntők               | Elődöntők               | Elődöntők               |   |               | Döntő              | Döntő          | Döntő |
|  |                         |                         |                         |   |               |                    |                |       |
|  | 4-1, 4-1, 5-0           |                         |                         |   |               |                    |                |       |
|  | Alba Volán              | Alba Volán              | 3                       |   |               |                    |                |       |
|  | SC Csíkszereda          | SC Csíkszereda          | 0                       |   |               |                    |                |       |
|  |                         |                         |                         |   |               |                    |                |       |
|  |                         |                         |                         |   |               | 5-1, 1-0, 2-0, 4-3 |                |       |
|  |                         |                         |                         |   | Alba Volán    | Alba Volán         | 4              |       |
|  |                         | DAB.Extra.Hu            | DAB.Extra.Hu            | 0 |               |                    |                |       |
|  |                         |                         |                         |   |               |                    |                |       |
|  |                         |                         |                         |   |               |                    |                |       |
|  |                         |                         |                         |   |               | Bronzmérkőzés      |                |       |
|  | 2-3, 1-3, 5-4, 3-1, 1-3 | 2-3, 1-3, 5-4, 3-1, 1-3 | 2-3, 1-3, 5-4, 3-1, 1-3 |   | 2-4, 8-2, 2-3 | 2-4, 8-2, 2-3      | 2-4, 8-2, 2-3  |       |
|  | Újpesti TE              | Újpesti TE              | 2                       |   | Újpesti TE    | Újpesti TE         | 1              |       |
|  | DAB.Extra.Hu            | DAB.Extra.Hu            | 3                       |   |               | SC Csíkszereda     | SC Csíkszereda | 2     |

### Az ötödik helyért
|    | Csapat               | M | GY | GYH | VH | V | GK    | Pont |
| -- | -------------------- | - | -- | --- | -- | - | ----- | ---- |
| 5. | Miskolci Jegesmedvék | 4 | 3  | 0   | 0  | 1 | 12-10 | 9    |
| 6. | FTC                  | 4 | 2  | 0   | 0  | 2 | 21-13 | 6    |
| 7. | Fehérvári Titánok    | 4 | 1  | 0   | 0  | 3 | 14-24 | 3    |

## Bajnokság végeredménye
1. Alba Volán-FeVita

2. Dunaújvárosi Acélbikák-Extra.hu

3. Sport Club Csíkszereda

4. Újpesti TE

5. Miskolci Jegesmedve JSE

6. Ferencvárosi TC

7. Fehérvári Titánok

## Az Alba Volán bajnokcsapata
Budai Krisztián, Borostyán Gergely, Csibi József, Enneffatti Omar, Fodor Szabolcs, Gröschl Tamás, Hetényi Zoltán, Holéczy Roger, Kangyal Balázs, Kovács Csaba, Majoross Gergely, Ocskay Gábor, Ondrejcik Rastislav, Palkovics Krisztián, Milos Palovcik, Anton Poznik, Rajz Attila, Robert Rehak, Simon Csaba, Michaly Stastny, Svasznek Bence, Tőkési Lajos, Vaszjunyin Artyom
Vezetőedző: Karel Dvorak

## A bajnokság különdíjasai
- A legjobb kapus: Budai Krisztián (Alba Volán)
- A legjobb hátvéd: Peter Gallo (Újpesti TE)
- A legjobb csatár: Ocskay Gábor (Alba Volán)
- A legtechnikásabb játékos (Miklós Kupa): Palkovics Krisztián (Alba Volán)
- A legjobb külföldi játékos: Anton Poznik (Alba Volán)
- A legjobb újonc (Kósa Kupa): Erdélyi Péter (Dunaújváros)
- A legjobb U18 játékos (Leveles Kupa): Kóger Dániel (Fehérvári Titánok)
- A rájátszás legeredményesebb játékosa: Milos Palovcik (Alba Volán)  10 pont (3+7)
- A legjobb edző: Vladimir Matejov (Dunaújváros)

## Külső hivatkozások
- a Magyar Jégkorong Szövetség hivatalos honlapja